# Jezioro Dębnickie (województwo wielkopolskie)
Jezioro Dębnickie – jezioro na Pojezierzu Gnieźnieńskim, położone w woj. wielkopolskim, w powiecie gnieźnieńskim, w gminie Kłecko, w pobliżu wsi Dębnica.
Jezioro położone jest na wysokości 104,0 m n.p.m. Jego powierzchnia wynosi 5,6 ha, długość 550 m, szerokość 225 m, a długość linii brzegowej 1650 m.